# وزارة الصحة (السعودية)
وزارة الصحة السعودية هي الوزارة المسؤولة عن الصحة العامة للمواطنين بالمملكة العربية السعودية ورسم خطة السياسة الصحية بالمملكة تأسست عام 1370هـ مع تأسيس مجلس الوزراء السعودي ويتولى رئاستها الآن فهد الجلاجل.
بحسب تقرير التنافسية العالمي 2019 تقدمت المملكة 6 مراكز عن العام 2018 في مؤشر الصحة لتحل في الترتيب 58 عالميا.

## نشأة وزارة الصحة
أنشأ الملك عبد العزيز بعد سيطرته على الحجاز مصلحة الصحة العامة عام 1343هـ/1925م ومقرها مكة المكرمة، على أن تكون لها فروع أخرى في شتى المناطق، وبعد فترة وجيزة، أنشأت مديرية الصحة العامة والإسعاف في 1344هـ/1925م بهدف الاهتمام بشؤون الصحة والبيئة، والعمل على إنشاء المستشفيات والمراكز الصحية في جميع أنحاء المملكة، وما واكبه من إصدار اللوائح التنظيمية؛ لضمان ممارسة مهنة الطب والصيدلة، وفق عدد من الضوابط والمعايير التي أسهمت في تحسين قطاع الصحة وتطويره في المملكة.
وبسبب تزايد الخدمات الصحية المقدمة التي تقدمها الدولة في جميع أنحاء البلاد، إضافة إلى ما يتم تقديمه من خدمات صحية للحجاج، وبعد ازدياد أعداد المستشفيات والمراكز الصحية جاء إنشاء المجلس الصحي العام كأعلى هيئة إشرافية في البلاد، وقد تكوَّن المجلس من قيادات رفيعة المستوى بالمملكة، وكان التركيز الأكبر خلال تلك الفترة منصبًا على تطوير الخدمات الصحية ورفع كفاءات العاملين في هذا القطاع الحيوي المهم، إلى جانب مكافحة الأمراض والأوبئة المنتشرة آنذاك.
وفي 26 شعبان 1370هـ، صدر المرسوم الملكي بإنشاء وزارة الصحة، ليتولى هذا الجهاز الإشراف الكامل على الشؤون الصحية بالمملكة.

## أهدافها
توفير الرعاية الصحية، وتعزيز الصحة العامة، والوقاية من الأمراض، ووضع القوانين واللوائح المنظمة للقطاع الصحي العام والخاص ومراقبة أدائه، مع الاهتمام بالجانب البحثي والتدريب الأكاديمي ومجالات الاستثمار الصحي.

## برامج التحول الصحي[6][7]

### التحول المؤسسي ونموذج الرعاية الصحية
التركيز على برامج الوقاية من الأمراض وبناء وتأسيس أنظمة للرعاية ويكون ذلك بالتركيز على الرعاية خارج المستشفى ونقل تقديم الخدمات إلى شبكات مستقلة من الشركات الحكومية

### برنامج الضمان الصحي وشراء الخدمات الصحية
تأسيس شركة وطنية للتأمين الصحي للمواطنين وتعميم التأمين بشكل تدريجي

### مشاركة القطاع الخاص
ويكون ذلك من خلال تيسير تملك وإدارة القطاع الخاص للخدمات الصحية، وتوطين صناعة الأدوية.

### الحوكمة
نظام من السياسات واللوائح والهيكلية لمراقبة الأداء وتطويـر إدارة إجـراءات الأعمال وتحسين تحقيق القيمة الصحية التي يحصل عليها الأفراد.

### القوى العاملة
تعزيز جودة إعداد القوى العاملة وتحسين معايير التراخيص، وتأسيس وحدة وطنية لتخطي القوى العاملة في مجال الصحة

### الصحة الإلكترونية
توفير التطبيقات الرقمية لتعزيز الخدمات الذاتية للمرضى.
- تطبيق موعد : لحجز مواعيد لدى المراكز الصحية.
- تطبيق صحتي : لحجز موعد لدى أي منشأة صحية حكومية ومتابعة الحالة الصحية وعديد من الخدمات.

## إحصاءات مرافق الرعاية الصحية العامة[6]
| مرافق صحية             | العدد |
| ---------------------- | ----- |
| عيادة رعاية صحية أولية | 2400  |
| مستشفى                 | 270   |
| سرير مستشفى            | 43630 |
| مراكز تخصصية           | 330   |

## إحصاءات الكادر السعودي الصحي[6]
| الملاكات الصحية        | العدد  |
| ---------------------- | ------ |
| الأطباء السعوديين      | 64234  |
| ممرض سعودي             | 139798 |
| صيدلي سعودي            | 6157   |
| موظف خدمات صحية مساعدة | 75000  |

## المستشفيات ومراكز الرعاية الصحيّة
| المنطقة               | عدد المستشفيات | عدد الأسرّة |
| --------------------- | -------------- | ---------- |
| منطقة الرياض          | 49             | 8337       |
| منطقة مكة المكرمة     | 43             | 8775       |
| منطقة المدينة المنورة | 19             | 2768       |
| منطقة القصيم          | 19             | 2859       |
| المنطقة الشرقية       | 36             | 6211       |
| منطقة عسير            | 27             | 3100       |
| منطقة تبوك            | 12             | 1820       |
| منطقة حائل            | 12             | 1290       |
| منطقة الحدود الشمالية | 10             | 1360       |
| منطقة جازان           | 21             | 2225       |
| منطقة نجران           | 11             | 1350       |
| منطقة الباحة          | 10             | 1165       |
| منطقة الجوف           | 13             | 1820       |
| المجموع               | 282            | 43080      |

| المنطقة               | عدد مراكز الرعاية الصحيّة |
| --------------------- | ------------------------ |
| منطقة الرياض          | 436                      |
| منطقة مكة المكرمة     | 340                      |
| منطقة المدينة المنورة | 159                      |
| منطقة القصيم          | 181                      |
| المنطقة الشرقية       | 255                      |
| منطقة عسير            | 339                      |
| منطقة تبوك            | 87                       |
| منطقة حائل            | 110                      |
| منطقة الحدود الشمالية | 47                       |
| منطقة جازان           | 170                      |
| منطقة نجران           | 69                       |
| منطقة الباحة          | 108                      |
| منطقة الجوف           | 60                       |
| المجموع               | 2361                     |

## الوزراء السابقون لوزارة الصحة
| الوزير                                        | الفترة                         |
| --------------------------------------------- | ------------------------------ |
| الأمير عبد الله الفيصل بن عبد العزيز آل سعود  | 1370 هـ - 1373 هـ              |
| الدكتور رشاد بن محمود فرعون                   | 1373 هـ - 1380 هـ              |
| الدكتور حسن بن يوسف نصيف                      | 1380 هـ - 1381 هـ              |
| الدكتور حامد بن محمد الهرساني                 | 1381 هـ - 1382 هـ              |
| الدكتور يوسف بن يعقوب الهاجري                 | 1382 هـ - 1386 هـ              |
| الشيخ حسن بن عبد الله آل الشيخ                | 1386 هـ - 1390 هـ              |
| الدكتور جميل بن إبراهيم الحجيلان              | 1390 هـ - 1394 هـ              |
| الدكتور عبد العزيز بن عبد الله الخويطر        | 1394 هـ - 1395 هـ              |
| الدكتور حسين بن عبد الرزاق الجزائري           | 1395 هـ - 1403 هـ              |
| الدكتور غازي بن عبد الرحمن القصيبي            | 1403 هـ - 1404 هـ              |
| الدكتور فيصل بن عبدالعزيز الحجيلان            | 1404 هـ - 1416 هـ              |
| الدكتور أسامة بن عبد المجيد شبكشي             | 1416هـ - 1424 هـ               |
| الدكتور حمد بن عبد الله المانع                | 1424 هـ - 1430 هـ              |
| الدكتور عبد الله بن عبد العزيز الربيعة        | 1430 هـ - 1435 هـ              |
| المهندس عادل بن محمد بن عبدالقادر فقيه (مكلف) | 1435 هـ - 1436 هـ              |
| الدكتور محمد بن علي آل هيازع                  | 1436 هـ - 1436 هـ              |
| الأستاذ أحمد بن عقيل الخطيب                   | 1436 هـ - 1436 هـ              |
| الأستاذ محمد بن عبد الملك آل الشيخ (مكلف)     | 1436 هـ - 1436 هـ              |
| المهندس خالد بن عبد العزيز الفالح             | 1436 هـ - 1437 هـ              |
| الدكتور توفيق بن فوزان الربيعة                | 1437 هـ - 9 ربيع الأول 1443 هـ |
| فهد الجلاجل                                   | 9 ربيع الأول 1443 هـ - الآن    |

## مبادرات اجتماعية

### عيادات الإقلاع عن التدخين
أنشأت الوزارة عيادات متخصصة للإقلاع عن التدخين، وتوفّر خدماتها بشكل مجاني وبلا شروط ويبلغ عددها 160 عيادة حول المملكة.

### جائزة وعي
هي مبادرة تابعة للوزارة، تشجّع فيها مواطني العالم العربي على صناعة محتوى تثقيفي صحي، وتقدّم الجوائز في سبع مسارات مختلفة، وهي: الأفلام القصيرة، الموشن جرافيك، التصوير الإعلاني، تصاميم الانفوجرافيك، اللقطات الطولية، الأفكار الإبداعية، جائزة الجمهور.